# Temple protestant d'Étaules
Le temple protestant d'Étaules est un lieu de culte de Église protestante unie de France en Charente-Maritime. Il est une des composantes de la paroisse des Îles de Saintonge, qui couvre une partie de la presqu'île d'Arvert, l'île d'Oléron et les environs de Marennes.
Édifié de 1859 à 1864, cet édifice d'une grande sobriété est marqué par un certain classicisme, comme nombre de temples des environs. Sa façade, ornée d'un tympan, n'est pas sans rappeler par certains aspects celle du temple de Médis, à une dizaine de kilomètres de là. Son architecte, le Parisien Léon Jossier, est également l'auteur des temples de Chaillevette et de celui, très original, de Saint-Sulpice-de-Royan. 
À l'origine, le temple d'Étaules était sommé d'un petit campanile, visible sur des cartes postales anciennes, et qui a disparu depuis.

## Situation
Le temple se situe en centre-ville, en bordure de la rue de la Granderie (ancienne rue du temple), à moins de 200 mètres à vol d'oiseau de l'église Notre-Dame et des places du Canton (carrefour) et de Verdun.

## Histoire
Comme dans une grande partie des régions littorales de la Saintonge, la Réforme s'implante très tôt dans la presqu'île d'Arvert, territoire largement ouvert sur l'océan et dont les ports sont fréquentés par des marins en provenance des pays du nord de l'Europe. Les idées nouvelles ne tardent pas à se répandre, et sont reprises par des religieux en rupture de ban qui prônent un retour aux « vraies valeurs de l'évangile » et dénoncent les excès d'une partie du clergé traditionnel. 
Le moine Nicole Courcel vient s'installer en Arvert en 1544. Ses prédications obtiennent un certain succès, ce qui lui vaut d'être arrêté. Sommé de revenir sur ses prises de positions, il refuse et est condamné à mort. Il est finalement brûlé vif deux ans plus tard, en 1546. En 1554, frère Philibert Hamelin, envoyé en mission évangélique, réorganise les communautés protestantes en Arvert et en Oléron. Son succès est tel que peu de temps après, il doit demander à Genève qu'on lui envoie du renfort. En 1557, Hamelin est mis à mort à son tour; mais en dépit des persécutions, la région est désormais largement conquise à la foi nouvelle. 

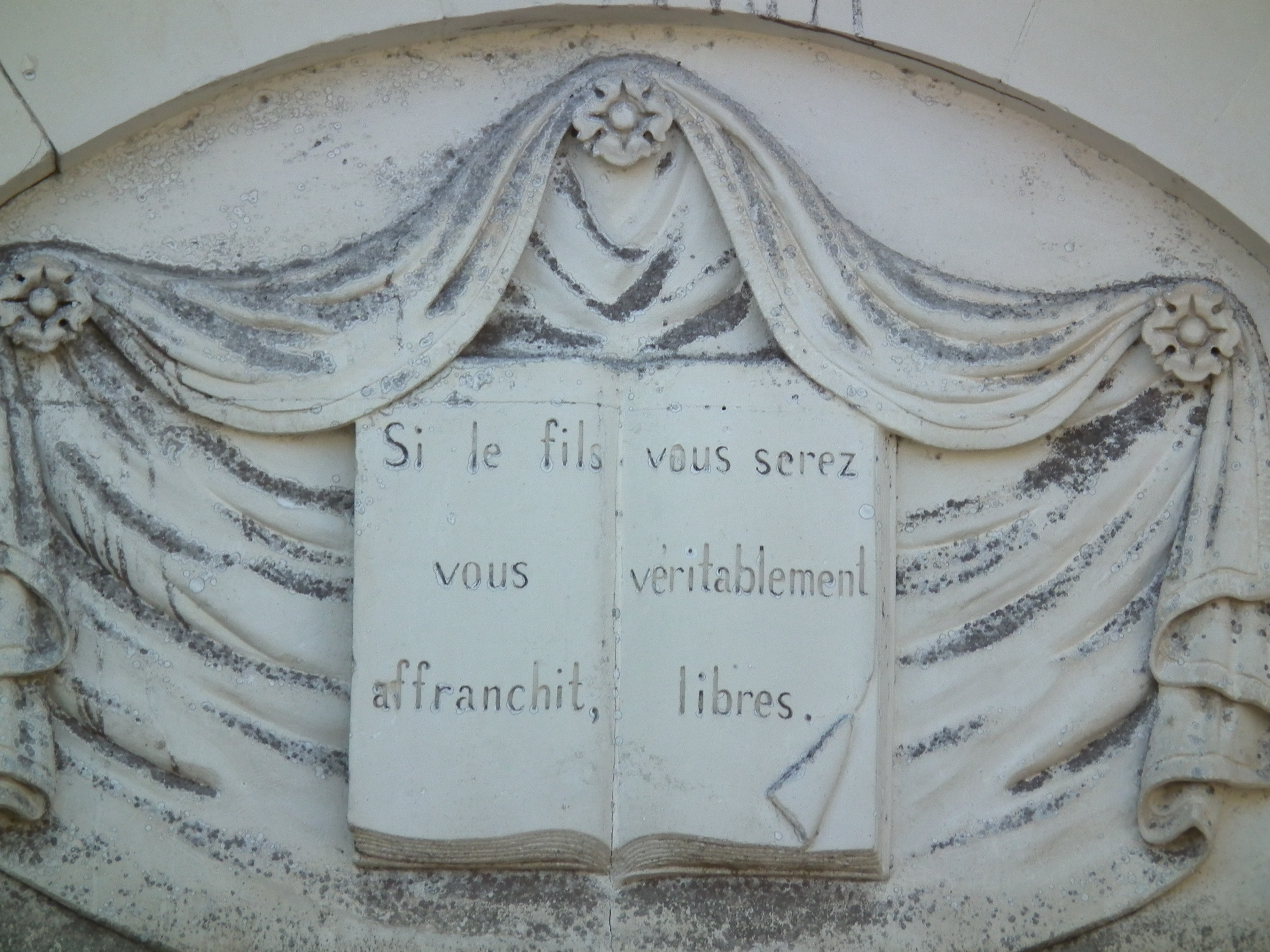
Le tympan est orné d'une bible où est inscrit : « Si le fils vous affranchit, vous serez véritablement libres » (Jean 8:36-46).

Après une période de relative tranquillité consécutive à la promulgation de l'édit de Nantes par Henri IV, les tracasseries se font de plus en plus vives dès le règne de Louis XIII, en pleine période de Contre-Réforme. En 1640, le culte est interdit en Arvert, même s'il est en réalité largement « toléré » par des autorités locales qui choisissent le plus souvent de fermer les yeux. Les choses changent avec Louis XIV, qui veut en finir une bonne fois pour toutes avec ce qu'il considère comme une « hérésie ». De nombreuses professions se ferment aux protestants ; les négociants en sel ne peuvent plus sortir leurs bateaux de la Seudre; des mesures vexatoires sont mises en place afin d'encourager les « brebis égarées » à « recouvrer la raison ». 
Bien vite, les tristement célèbres dragons viennent convertir par la force les protestants. En 1685, par la promulgation de l'édit de Fontainebleau, l'édit de Nantes est officiellement révoqué. L'année suivante, Fénelon est envoyé en mission à La Tremblade et dans toute la baronnie d'Arvert. Plus que jamais, les protestants, désormais désignés comme « ceux de la RPF » (religion prétendue réformée), entrent dans la période dite « du Désert » : ceux qui le peuvent émigrent vers l'Europe du Nord ou les colonies d'Amérique du Nord, les « Pays du Refuge »; les autres se cachent, célèbrent leur culte dans des granges, dans des bois et des champs, parfois en pleine mer, sur de frêles chaloupes. Cette situation ne prend fin qu'à la fin du XVIIIe siècle.

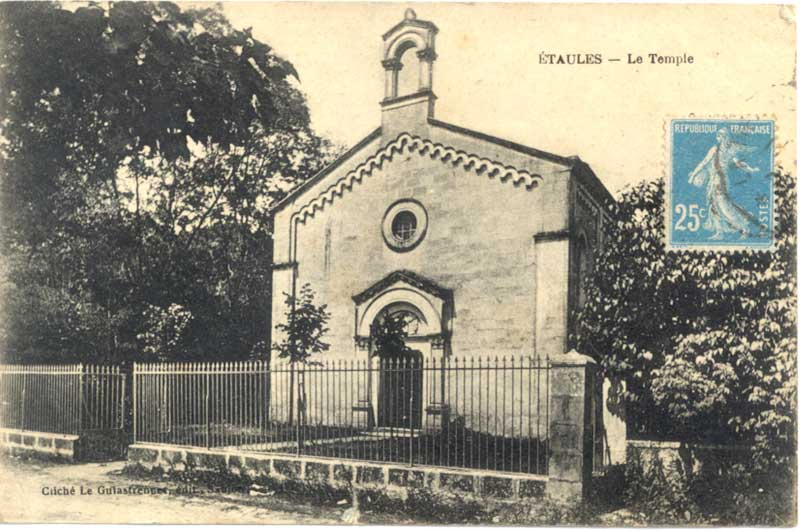
Le temple d'Étaules au début du XXe siècle. Le campanile a depuis été détruit.

Pour autant, Étaules est longtemps une des rares communes des environs à ne pas posséder son propre temple. Au XIXe siècle, les fidèles doivent se rendre à ceux de Paterre (Chaillevette) ou d'Avallon (Arvert). Devant cette situation jugée inacceptable par les nombreux protestants que compte la commune, une pétition est lancée sous l'impulsion de l'ancien maire Alfred Chevallier en 1853. La décision de construire un temple est finalement actée par le conseil municipal, présidé par un maire catholique qui est personnellement opposé au projet, et fait de son mieux pour « faire traîner les choses ». Lorsque Alfred Chevallier est réélu en 1855, il fait de ce dossier une priorité. 
Le terrain, au centre du village, est cédé gracieusement par deux fidèles, MM. Gabiou et Gatineau. La commune emprunte 3224 francs, remboursables sur quatre ans, et en octobre 1859, les travaux commencent, sous la direction de Léon Jossier, architecte parisien également auteur des temples de Chaillevette, Saint-Sulpice-de-Royan ou Exoudun (dans le département des Deux-Sèvres). Le temple est achevé en 1864. Bientôt, des problèmes apparaissent au grand jour : erreur de devis (2541 francs supplémentaires sont réclamés à la commune), lézardes dans le plafond en 1882… Des travaux sont réalisés dans l'urgence en 1883 et 1885. En 1905, le pasteur Ballande demande une aide au gouvernement afin de réparer une nouvelle fois l'édifice. Les grilles qui l'entouraient sont ôtées en 1940. En 1945, il subit d'importants dégâts à la suite des bombardements de la Libération de la poche de Royan, tout comme l'église et plusieurs maisons. 
Architecturalement parlant, le temple d'Étaules se caractérise par sa sobriété. D'inspiration classique, il forme une nef rectangulaire éclairée par de grandes baies en plein cintre. Comme au temple de Médis, situé à une dizaine de kilomètres de là, la façade intègre une bible ouverte. On peut y lire « Si le fils vous affranchit, vous serez véritablement libres » (Jean 8:36-46).